# Keizerinlaan
De Keizerinlaan (Frans: Boulevard de l'Impératrice) is een straat binnen de Vijfhoek van de Belgische hoofdstad Brussel. Ze loopt van het Albertinaplein en de Kunstberg naar de Stormstraat en de Collegialestraat. De Keizerinlaan is een brede laan op de Noord-Zuidverbinding. Ze volgt op de Pachecolaan, de de Berlaimontlaan en de Keizerslaan. In het zuiden stopt de straat bij het Albertinaplein en de Infante Isabellastraat en in het noorden loopt ze in de de Berlaimontlaan over. In het midden wordt ze door het Europakruispunt onderbroken. Het Spanjeplein vormt de verbinding met de Grasmarkt.

## Geschiedenis
Het tracé van de Keizerinlaan kwam reeds  bij de herinrichting van de braakliggende Putterijbuurt in 1928-1933 tot stand. Ze werd aanzienlijk verbreed tijdens de laatste fase van de werken aan de Noord-Zuidverbinding, waarbij ook het Europakruispunt tot stand kwam. De benaming herinnert aan de vroegere Keizerinstraat, de aloude Coperbeke, eertijds gedomineerd door het Granvellepaleis, gebouwd in het midden van de 16e eeuw, en later de Université libre de Bruxelles, opgeslorpt door het huidige Kantersteen.

## Gebouwen
De Keizerinlaan wordt voornamelijk gekenmerkt door kantoor- en appartementsgebouwen. Enkele opvallende gebouwen zijn:
- Station Brussel-Centraal (nr. 1-7), thans kantoren van onder meer MeDirect Bank, DHB Bank, APETRA, ArcelorMittal en UNICEF
- Sabena Air Terminus (nr. 13-15), thans kantoren van onder meer Boston Consulting Group, Europabank en Isabel
- Telexgebouw (nr. 17-19), thans kantoren van onder meer Belgaqua en Vivaqua
- Voormalig kantoor van De Nederlanden van 1870 (nr. 60-72)
- Kathedraal van Sint-Michiel en Sint-Goedele aan het Sinter-Goedelevoorplein
- Buste van koning Boudewijn tussen de Keizerlaan en de kathedraal

## Galerij

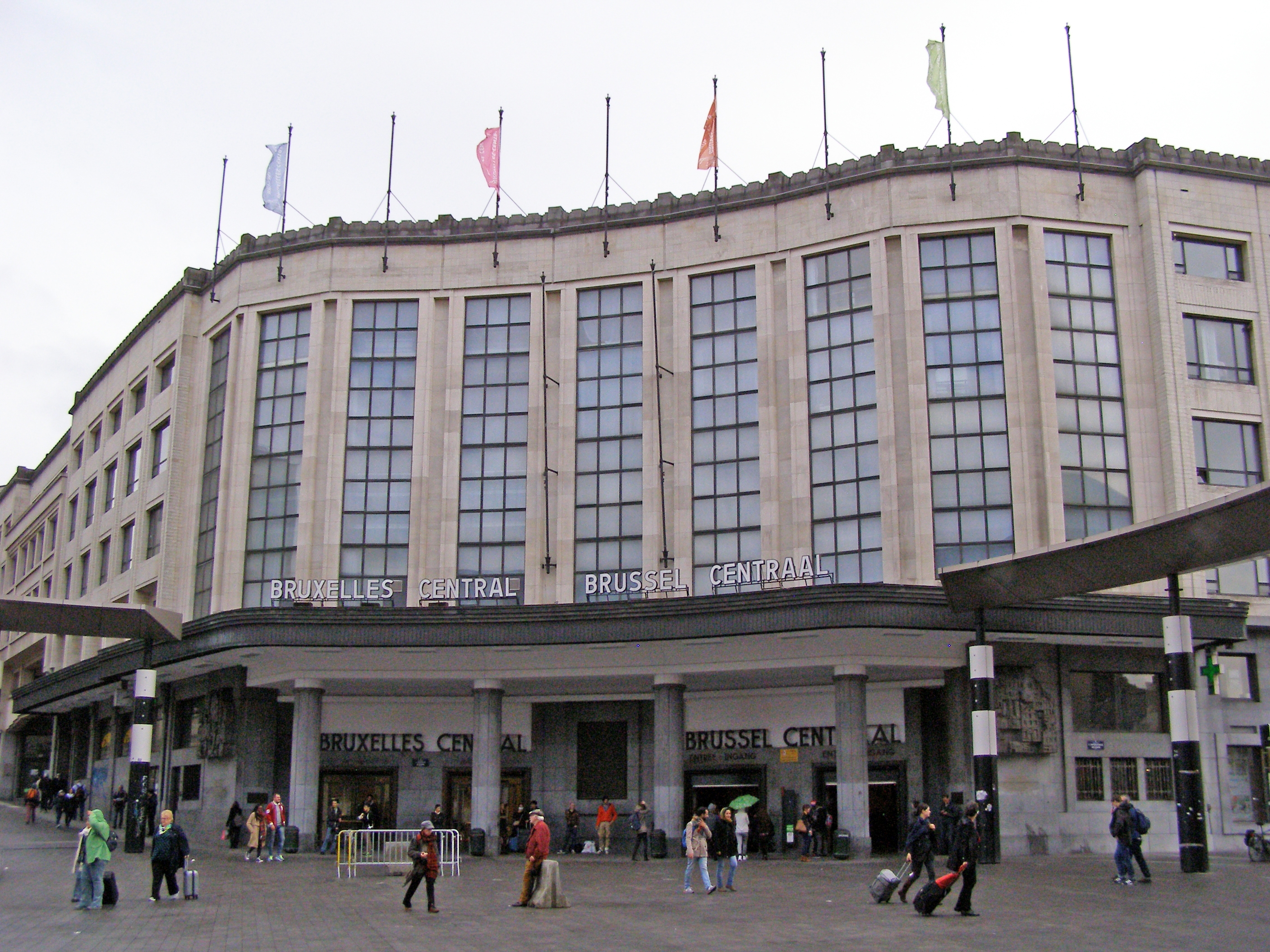
De hoofdingang van het station Brussel-Centraal op het Europakruispunt
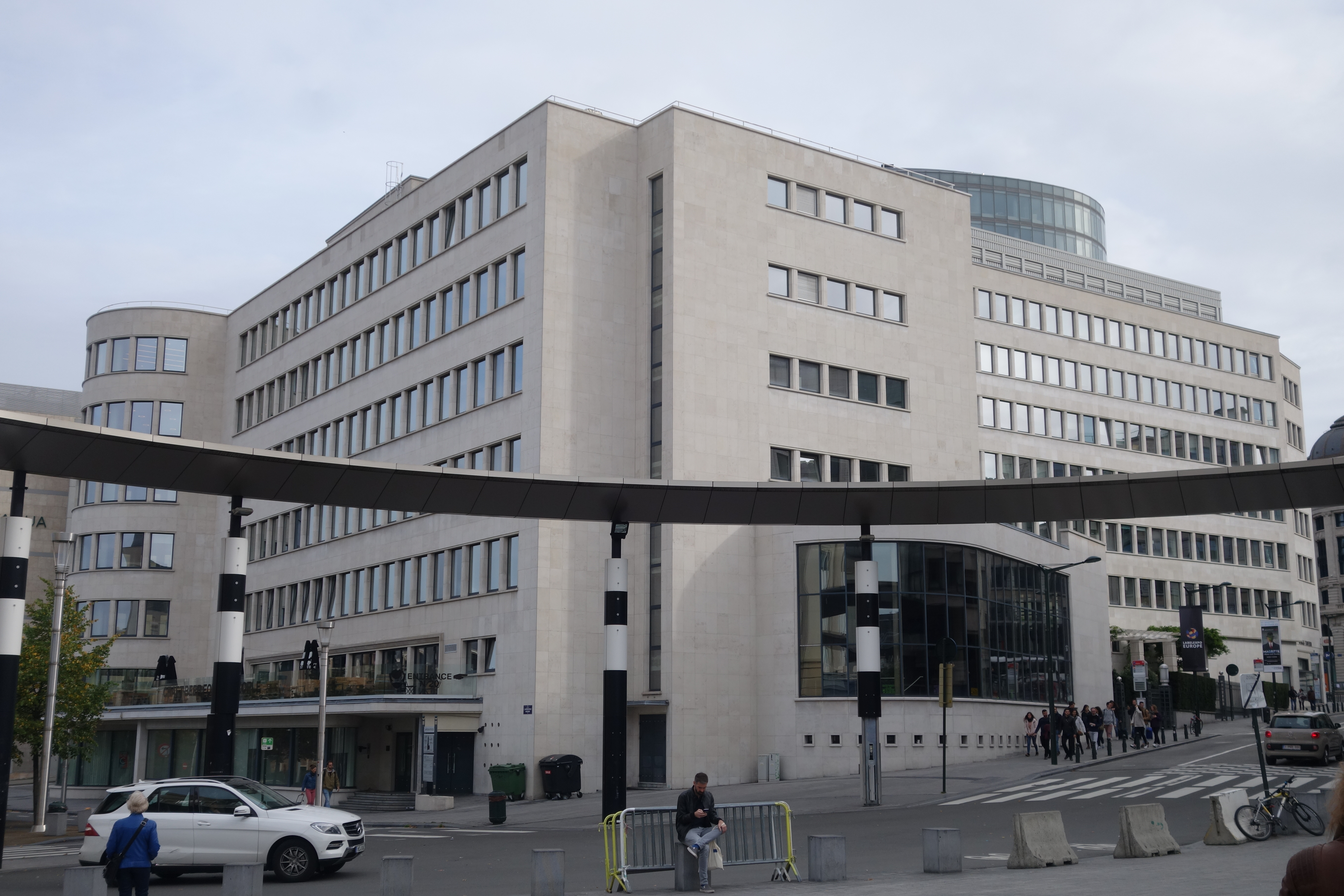
De Sabena Air Terminus
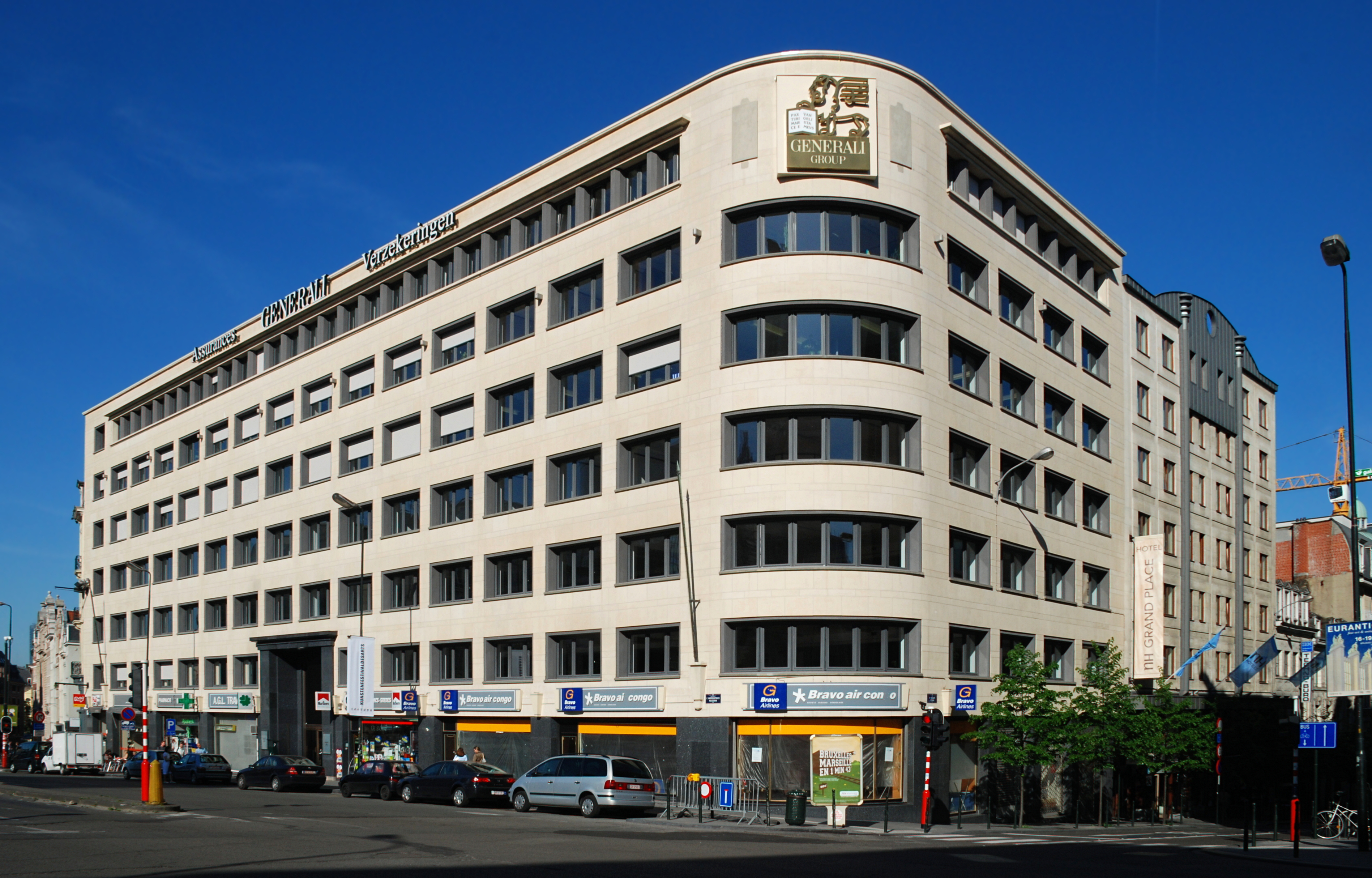
Voormalig kantoorgebouw van De Nederlanden van 1870
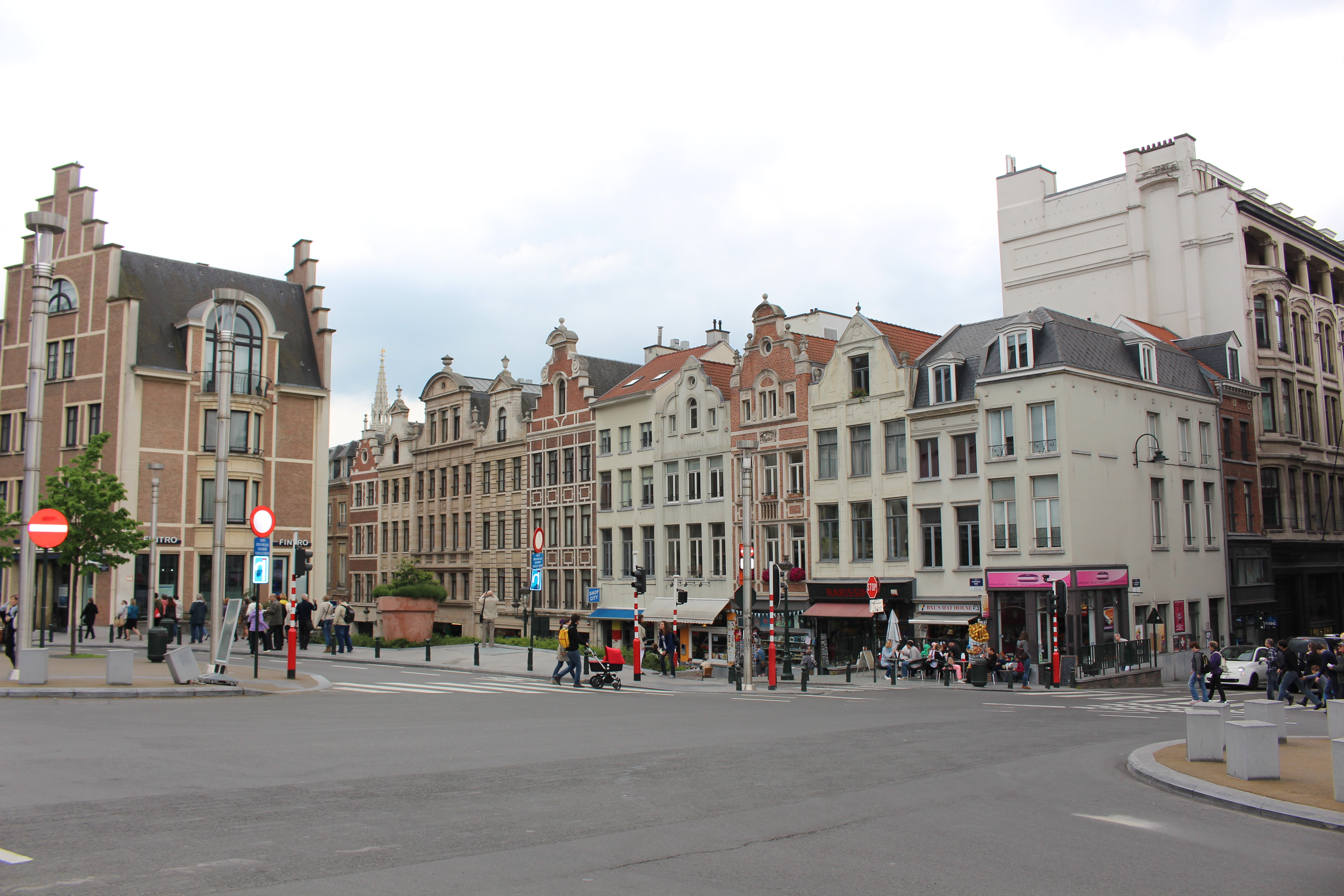
Het kruispunt van de Keizerinlaan, Bergstraat, Arenbergstraat en Loksumstraat
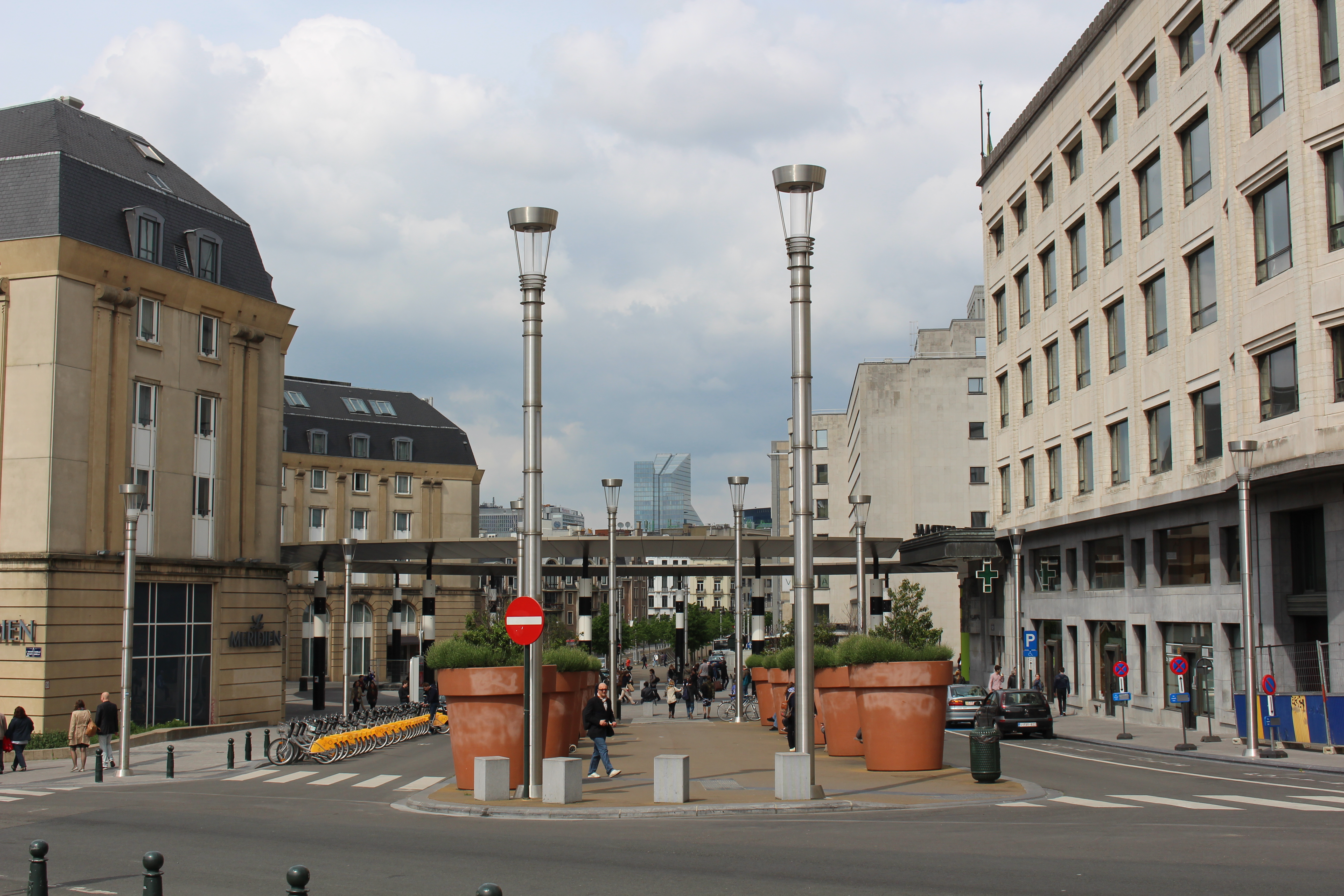
De Keizerinlaan gezien vanaf de Infante Isabellastraat met op de achtergrond het Europakruispunt
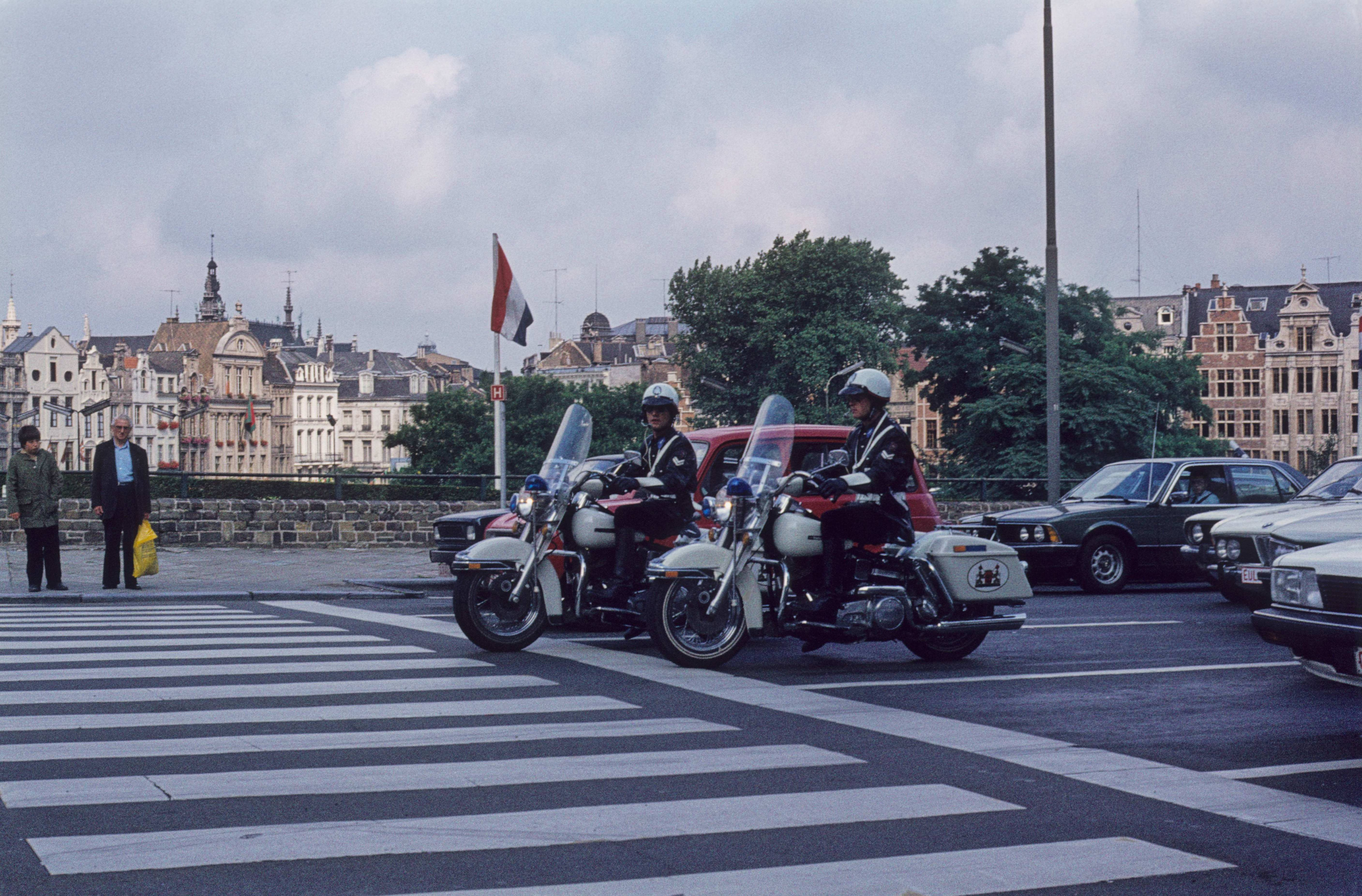
De Keizerinlaan (1982)